# Prosper Jolyot de Crébillon
Prosper Jolyot de Crébillon (Dijon, 13 de janeiro de 1674 - Paris, 17 de junho de 1762) foi um poeta trágico francês.
Formou-se em direito em Dijon e a seguir empregou-se com um procurador parisiense que o incentivou a escrever. Sua primeira peça,  a tragédia La Mort des Enfants de Brutus, foi um fracasso. Idimenée, de 1705 teve um pouco mais de sucesso e com Atrée et Thyeste, de 1707, Crébillon firmou sua inclinação para o terror, que seria sua caracterísitca. Em 1711 escreveu Rhadamiste et Zénobie, considerada sua melhor obra e que teve êxito até a época romântica. Em 1714 escreveu Xerxés, mas a obra não teve uma repercussão maior. Em vista disso, o poeta isolou-se da sociedade por nove anos. Inesperadamente, foi eleito para a Academia Francesa.